# Ichneumon schansensis
Ichneumon schansensis là một loài tò vò trong họ Ichneumonidae.